# Età della Terra

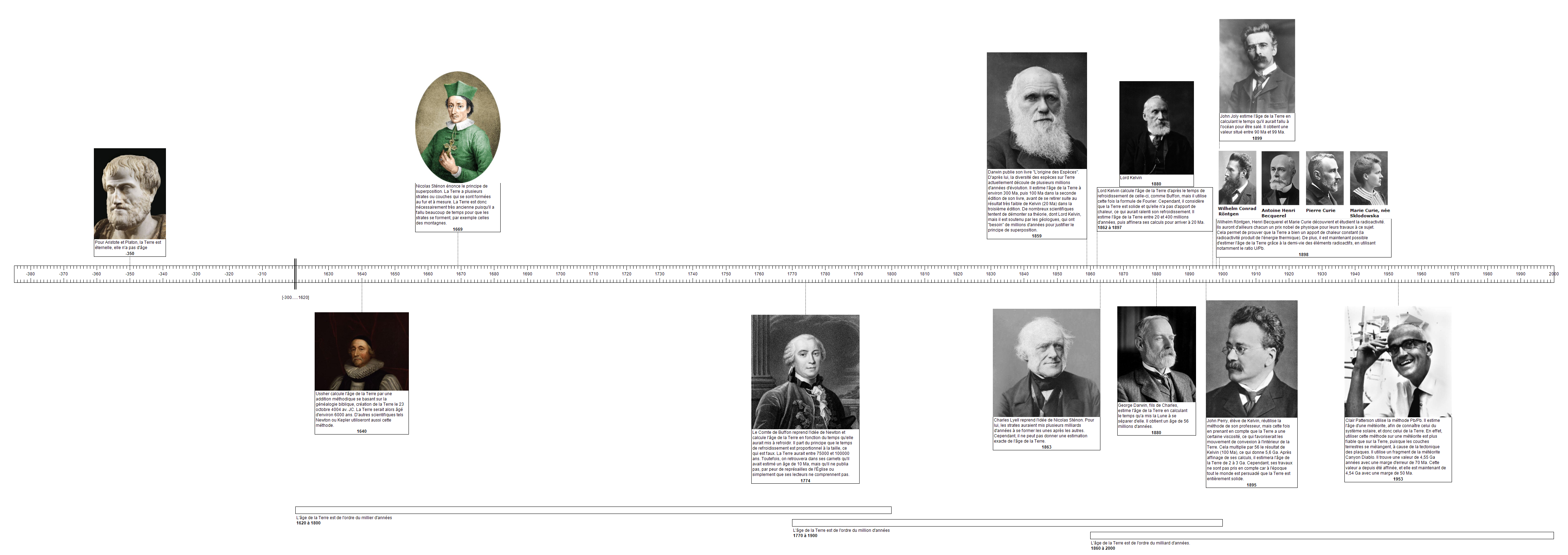
Linea del tempo del dibattito sulletà della Terra: fino al Settecento si pensava che la Terra al massimo avesse qualche decina di migliaia di anni, ma a partire da Darwin si passò a parlare di centinaia di milioni di anni.

L'età del pianeta Terra è di circa 4,54 miliardi di anni (con un 1% di variazione di probabilità).

## Descrizione
Il dibattito sull'età del pianeta Terra ha sempre affascinato l'essere umano, tanto che sin dai tempi antichi praticamente ogni religione ha ritenuto di doversi dotare di un calendario e di dover fissare, quindi, una data della creazione (che per quasi tutte le religioni risulta essere entro gli ultimi 10.000 anni).
Anche a livello generale, il dibattito è stato molto acceso: per molti secoli si pensò addirittura che la Terra fosse eterna, ma dal Seicento si cominciò a mettere in dubbio anche questo dogma (come già stava avvenendo per la teoria geocentrica in astronomia e per la teoria della non-circolazione del sangue nella medicina, nell'ambito della rivoluzione scientifica) e progressivamente l'età del nostro pianeta fu portata ai milioni di anni, con Darwin, per poi essere estesa nei decenni successivi ai miliardi di anni.
All'inizio del Novecento fu delineata la datazione radiometrica dagli studi di Ernest Rutherford e Frederick Soddy e perfezionata con le scoperte fatte negli ultimi anni dell'Ottocento sulla radioattività: le rocce, per loro natura, possono contenere solo alcuni elementi chimici, ma l'eventuale decadimento di certi elementi porta all'accumulazione di altri che non potrebbero esserci originariamente. Misurando la quantità di atomi di questi elementi "estranei" presenti in una determinata roccia, è possibile stabilire l'età della stessa.
Dopo diversi studi ed evoluzione dei metodi di misurazione, nel 1953 Clair Patterson arrivò a stabilire l'età della Terra a circa 4,5 miliardi di anni, poi leggermente affinata nel corso della seconda metà del Novecento.